# Run All Night
Run All Night ist ein US-amerikanischer Actionfilm von Jaume Collet-Serra aus dem Jahr 2015. Die Hauptrollen spielen Liam Neeson, Joel Kinnaman, Common und Ed Harris. Der Kinostart in Deutschland war am 16. April 2015.

## Handlung
Jimmy Conlon, früher als professioneller Killer in den Diensten des Unterwelt-Bosses Shawn Maguire, „Totengräber“ genannt, ist alt geworden. Er lebt in New York als Alkoholiker an der Armutsgrenze, wird jedoch von seinem Jugendfreund Maguire über Wasser gehalten. Detective Harding ermittelt schon seit Jahrzehnten gegen ihn, konnte ihn jedoch nie überführen.
Nun, da Jimmy Conlon erneut ins Visier der Polizei gerät, muss er sich entscheiden: Entweder hält er zu Maguire und dessen Machenschaften oder zu seiner eigenen Familie, zu der er seit Jahren keinen Kontakt mehr gepflegt hat. Innerhalb einer einzigen Nacht muss er seinen Sohn Mike davon überzeugen, dass er im Sinne seiner Familie handelt.
Es ist Weihnachtszeit und Jimmy Conlon soll in der Familie von Shawn Maguire den Weihnachtsmann spielen, um sich ein bisschen Geld zu verdienen. Er erscheint alkoholisiert und verdirbt die Feier.
Shawn Maguires Sohn Danny ist in die Drogengeschäfte im Stadtviertel, das von seinem Vater kontrolliert wird, verwickelt. Obwohl Shawn Maguire die Deals mit den albanischen Drogenhändlern, die auf das Viertel Einfluss nehmen wollen, verboten hat, bietet ihnen Danny Geschäfte an. Als die Albaner Rechenschaft für einen geplatzten Deal verlangen, erschießt Danny sie während der vereinbarten Geldübergabe.
Jimmys Sohn Mike Conlon, der als Limousinenfahrer arbeitet, hat die beiden Albaner zu Dannys Haus gefahren und wartet auf deren Rückkehr. In der Zwischenzeit unterhält er sich mit seinem Schützling Legs, einem afroamerikanischen Jungen, den er als Mentor betreut. Schließlich lässt er Legs für einen Augenblick in die Stretchlimousine steigen. Der Junge filmt sich mit seinem Smartphone in der Limousine, als er und Mike zufällig Zeuge des Mordes an einem der Albaner werden. Der Mörder ist Maguires Sohn Danny.
Mike steht als unliebsamer Zeuge nun im Blickpunkt der Verbrecher. Diese suchen ihn auf und bedrohen ihn. Als Danny auf Mike zielt, wird er plötzlich von hinten angeschossen und tödlich verletzt. Es ist Jimmy Conlon, Mikes Vater, der Danny verfolgt und seinen Sohn in letzter Sekunde gerettet hat. Im Loyalitätskonflikt mit seinem ehemaligen Boss und Freund Maguire hat er sich für seine eigene Familie entschieden. Conlon ist klar, dass sich Maguire an ihm und seinem Sohn Mike rächen wird. Ein gnadenloses Katz-und-Maus-Spiel durch die New Yorker Nacht nimmt seinen Lauf.
Während Jimmy Conlon über das Telefon Shawn Maguire über den Tod seines Sohnes Danny informiert, ruft Mike die Polizei. Die  Beamten sind aber an einer Aufklärung des Falls nicht interessiert. Sie sind von Maguire bestochen worden und wollen Mike in eine abgelegene Gegend verschleppen. Doch Jimmy folgt dem Polizeiwagen in seinem Auto und kann Mike nach einer brutalen Verfolgungsjagd durch die Straßen von New York befreien. Dabei tötet er einen der Polizisten.
Inzwischen hat Detective Harding von der neuen Entwicklung erfahren. Jimmy Conlon und sein Sohn Mike werden als Polizistenmörder überall gesucht. Shawn Maguire jedoch will den Tod seines Sohnes Danny rächen. Jimmy rät seinem Sohn Mike, seine Familie in Sicherheit zu bringen, doch als dieser in seiner Wohnung eintrifft, ist es schon fast zu spät. Maguire hat zwei Männer ausgeschickt, um Mikes Familie zu finden. Mike versteckt sich mit seiner Frau und den Kindern in einem Badezimmer. Die beiden Verfolger suchen sie vergeblich und müssen unverrichteter Dinge wieder abziehen.
Jimmy trifft sich mit Shawn Maguire in einem Lokal, um ihn von der Unschuld Mikes am Tod von Danny zu überzeugen. Doch es ist weniger der Umstand, dass Shawn Mike für mit schuldig am Tod seines Sohnes hält, als die Möglichkeit, sich an Jimmy zu rächen, die ihn dazu bewegt, eine Jagd auf Mike zu starten. Er will Jimmy dasselbe antun, was er ihm angetan hat. Erst nachdem Mike tot ist, will er auch ihn töten.
Jimmy kann das Treffen mit Shawn verlassen und entkommt in den Madison Square Garden, wo gerade eine Veranstaltung zu Ende ist. Shawn engagiert den professionellen Killer Andrew Price, um Mike zu finden und zu töten. Inzwischen suchen Mike und sein Vater den Jungen Legs, der auf seinem Smartphone zufällig den Mord an einem der Albaner mitgefilmt hatte. Das Video könnte beweisen, dass Danny und nicht Mike der Mörder der Albaner war. Doch der Junge ist verschwunden. Mike und Jimmy suchen den gesamten Block ab, in dem Legs lebt, und finden wenigstens seinen jüngeren Bruder. Mike ist der Mentor von Legs, den er im Boxen trainiert. Er trägt dessen Bruder auf, ihn zu verständigen, wo immer er sich versteckt, um an das entlastende Video zu gelangen.
Inzwischen hat die Nachbarschaft die Polizei alarmiert. Polizisten stürmen das Haus. Auch Andrew Price, der Auftragskiller, ist über den Polizeifunk gut unterrichtet. Er verschafft sich Eintritt in das Gebäude und schaltet dort die Stromversorgung aus. Mit einem Nachtsichtgerät ist er im Vorteil gegenüber Mike und dessen Vater Jimmy. In einer Wohnung ist in dem Trubel durch eine brennende Gasflamme ein Feuer ausgebrochen. Hier trifft Price auf Jimmy und es kommt zum Kampf. Mike, der das Haus schon verlassen wollte, um zu seiner Familie zurückzukehren, rettet in letzter Minute seinen Vater. Als er den verletzten Price erschießen will, warnt ihn Jimmy erneut: Niemals solle er in einer solchen Situation jemanden töten und damit den gleichen Weg einschlagen wie er selbst damals.
Da es wahrscheinlich ist, dass Jimmy Conlon die Nacht nicht überleben wird, will er nach langer Zeit nochmals seine Mutter besuchen. Er erfährt jedoch, dass seine Mutter ins Krankenhaus eingeliefert worden ist. Mike, der ihn begleitet hat, wird von seinem Onkel Eddie gewarnt, Jimmy zu vertrauen. Dieser habe sogar seinen eigenen Cousin Billy getötet, als die Gefahr bestand, dass er Jimmys Boss Maguire an die Polizei verraten hätte. Mit Abscheu wendet sich Mike von seinem Vater ab, der damals der Position seines Auftraggebers gegenüber seiner eigenen Familie den Vorzug gegeben hatte. Allein besucht Jimmy nun seine Mutter im Krankenhaus. Sie kann jedoch nicht mehr mit ihm sprechen und Jimmy schreibt auf die Rückseite eines Gebetszettels, der auf dem Nachttisch liegt, sein Geständnis. Damit will er mit seiner kriminellen Vergangenheit abschließen und Mike und dessen Familie schützen.
Danach ruft Jimmy erneut seinen ehemaligen Boss Maguire an und versucht, ihn davon abzuhalten, seinen Sohn Mike weiterhin zu verfolgen. Er trifft Maguire ein weiteres Mal und richtet ein Blutbad unter seinen Männern an. Auf einem nahe gelegenen Güterbahnhof kommt es zwischen den abgestellten Güterwaggons schließlich zum Duell der beiden Männer. Dabei wird Shawn von Jimmy tödlich getroffen. Shawn will noch fliehen, wird aber von Jimmy gestellt und stirbt in dessen Armen.
Mike Conlon kehrt zu seiner Frau und den Kindern zurück, die sich in einem Ferienhaus in den Bergen versteckt halten. Hier will er sich der Polizei stellen. Detective Harding hat inzwischen das Video von Legs erhalten, aus dem hervorgeht, dass Mike unschuldig ist. Auch Jimmy kommt zu dem Ferienhaus, um Mike zu warnen. Denn Maguires Auftragsmörder Price ist noch immer unterwegs, um seinen Auftrag auszuführen. Mike will seinen Vater zuerst nicht ins Haus lassen, doch seine Frau Gabriela bittet ihn herein und stellt den Kindern ihren Großvater vor.
Die Kinder gehen danach mit ihren Eltern an den See, um die Enten zu füttern. Sie bemerken nicht, dass Price vor dem Haus aufgetaucht ist. Er verletzt Jimmy durch einen Schuss. Ein letztes Mal greift dieser zu einer Waffe, die im Haus versteckt ist. Vor dem Haus kommt es zum Showdown der beiden Killer. Jimmy ist schwer verletzt. Als Mike zurückkehrt, um seinem Vater zu helfen und Price abzulenken, erschießt Jimmy den Killer mit dem Gewehr. Danach erliegt er selbst seinen Verletzungen. In seiner Hand hält er noch den Zettel, den er am Krankenbett seiner Mutter geschrieben hat.
Als die Polizei eintrifft, lässt auch Mike seine Waffe fallen. Seine Unschuld ist bewiesen und er kann mit seiner Familie wieder in ein geregeltes Leben zurückkehren. Auch seine Tätigkeit als Boxtrainer nimmt er wieder auf und betreut Jungen wie Legs, um ihnen trotz schwieriger Familienverhältnisse die Eingliederung in die Gesellschaft zu ermöglichen.

## Produktion
Im Januar 2012 gaben Warner Bros. bekannt, dass sie Brad Ingelsbys Drehbuch The All-Nighter für eine mittlere sechsstellige Summe angekauft hatten. Im folgenden November verhandelten die Produzenten Roy Lee und Brooklyn Weaver mit Liam Neeson, den sie als Hauptdarsteller vorgesehen hatten. Der Kontrakt wurde im Januar 2013 abgeschlossen. Nachdem auch der Regisseur Jaume Collet-Serra verpflichtet worden war, wurde der Titel des Films auf Run All Night geändert. Die Dreharbeiten begannen am 3. Oktober 2013.

## Kritik
Die Kritiken zum Film sind überwiegend wohlwollend. Bei Rotten Tomatoes sind 59 % der 187 Kritiken positiv; die durchschnittliche Bewertung beträgt 5,7/10. Im Kritikerkonsens heißt es: „Liam Neeson ist wie üblich in Hochform, allerdings leidet Run All Night an seiner überfrachteten Handlung und einer allzu routinierten Umsetzung.“ („Liam Neeson is in typically fine form, but Run All Night suffers from a convoluted plot and workmanlike execution.“)
Der Filmdienst meint, der Film sei ein „[r]asant inszenierter Gangster-Thriller, der pathetisch die Bedeutung der Familienbande betont und durch unnötige Zuspitzungen ins Groteske abgleitet“. Als „Hommage an Genrefilm-Klassiker der 1970er-Jahre“ inszeniert, „geht der Film durch seinen modisch-flotten Stil zugleich auch auf Distanz zu ihnen“.